# Krishan Chander
Krishan Chander (n. 23 noiembrie 1914 - d. 8 martie 1977) a fost un prozator indian de limbă urdu și hindi.
În scrierile sale a evocat realitățile dramatice ale Indiei acelei epoci.

## Opera
A scris peste 20 de romane și alte câteva zeci de povestiri.
- 1937: Magia gândului ("Țilism-e-khayāl");
- 1939: Înfrângerea ("Śikast");
- 1943: Împărțitorul de pâine ("Anna-dātā");
- 1951: Când se trezesc ogoarele ("Jab khet jāge");
- 1956: Douâzeci și cinci de bilete ("Bāvan patte");